# Сутора гімалайська
Суто́ра гімалайська (Paradoxornis flavirostris) — вид горобцеподібних птахів родини суторових (Paradoxornithidae). Мешкає в Гімалаях.

## Опис
Довжина птаха становить 19 см. Забарвлення переважно коричневе, скроні і горло поцятковані чорними плямами, щоки білі. На верхній частині грудей велика чорна пляма, решта нижньої частини тіла рівномірно рудувато-охриста. Дзьоб короткий, міцний, жовтий, лапи чорнуваті.

## Поширення і екологія
Гімайлайські сутори мешкають переважно в долині Брахмапутри у Північно-Східній Індії, в штатах Аруначал-Прадеш, Ассам і Маніпур. Раніше гімалайські сутори спостерігалися також в Бангладеш і на сході Непалу. Вони живуть на луках, зокрема на заплавних, в заростях очерету, трав Pragmites karka і Arundo donax. Зустрічаються невеликими зграйками до 7-8 птахів, на висоті до 150 м над рівнем моря, раніше спостерігалися на висоті 900 м над рівнем моря. Живляться дрібими безхребетними і насінням. Сезон розмноження триває з квітня по липень, в цей період гімалайські сутори зустрічаються парами. Гніздо чашоподібне, в кладці від 2 до 4 яєць.

## Збереження
МСОП класифікує цей вид як вразливий. За оцінками дослідників, популяція гімалайських сутор становить від 1500 до 7000 птахів. Їм загрожує знищення природного середовища.